# Dušan Bilandžić
Dušan Bilandžić (Maljkovo kod Sinja, 20. srpnja 1924. - Zagreb, 4. ožujka 2015.), bio je hrvatski povjesničar, akademik i političar.

## Životopis
Dušan Bilandžić rodio se u Maljkovu kod Sinja, 1924. godine. Niže razrede franjevačke gimnazije završio je u Sinju, a više razrede u gimnaziji u Osijeku. Još prije rata stupio je u SKOJ (komunističku omladinu), a od 1942. godine sudjeluje u ratu kao borac i politički komesar u slavonskim partizanskim postrojbama. Također, te je godine stupio u Komunističku partiju Jugoslavije (KPJ). 1955. godine završio je Pravni fakultet u Beogradu, a od 1945. do 1960. godine djelovao je kao predavač povijesti na Vojnoj akademiji u Beogradu. Nakon izlaska iz JNA, Bilandžić počinje novinarsku karijeru, no ubrzo je dobio posao u sindikatima, pa 1965. godine biva izabran u Predsjedništvo sindikata Jugoslavije kao predstavnik Hrvatske. Istodobno sa sindikalno-samoupravljačkim eksperimentima i praksom, Bilandžić se dalje školuje, te 1965. godine stječe doktorat znanosti na Zagrebačkom sveučilištu iz područja ekonomije. Godine 1967., nakon Franje Tuđmana, postaje ravnateljom "Instituta za historiju radničkoga pokreta" u Zagrebu. U sljedećim godinama obnašao je više političkih dužnosti, a bio je i jednim od ključnih ljudi koji su sudjelovali u izradbi posljednjeg jugoslavenskoga ustava iz 1974. godine. Na Fakultetu političkih znanosti postaje predavač i dekan koncem 1970-ih i početkom 1980-ih godina.
Za člana suradnika Akademije izabran je 1980., za izvanrednog člana 1988., a 1991. postao je redoviti član HAZU u kojoj je bio vrlo aktivan. Od 2001. do 2006. bio je tajnik Razreda za društvene znanosti i član Predsjedništva HAZU.
Kao povjesničar, akademik Bilandžić najviše se bavio poviješću Jugoslavije i položajem Hrvatske u njoj. Njegova najvažnija djela su Ideje i praksa društvenog razvoja Jugoslavije (1973.), Historija SFRJ 1918–85 (1985.), Jugoslavija poslije Tita (1985.), Hrvatska moderna povijest (1999.), Rat u Hrvatskoj i Bosni i Hercegovini (1999.), Propast Jugoslavije i stvaranje moderne Hrvatske (2001.) te Povijest izbliza (2006.).

## Stručni rad
Dušan Bilandžić je možda najbolji hrvatski znalac i sintetski povjesnik razdoblja poslijeratne Hrvatske i komunističke Jugoslavije. Već od početka osamdesetih našao se na udaru unitarističko-centralističkih snaga zbog svoga protivljenja politici unitarnoga jugoslavenstva koja se zahuktala poslije smrti Josipa Broza Tita. Budući da je javno osporavao valjanost kategorije "Jugoslaven" kao nacionalne odrednice u popisu stanovništva 1981. godine, Bilandžić je sredinom 1980-ih doslovno razapet od beogradskih medija kao skriveni separatist i "ustaša".
Za vrijeme raspada SFRJ Bilandžić se neuspješno reaktivirao na listi SDP-a na prvim višestranačkim izborima bez rezultata, nakon čega postaje Hrvatski predstavnik u Beogradu u razdoblju nakon 1991. godine. Dušan Bilandžić je bio čest gost novinskih kolumni i televizijskih emisija.
Glavna područje Bilandžićeva povjesničarskoga interesa su bila komunistička Jugoslavija i položaj Hrvatske i Hrvata u njoj. Osim brojnih članaka u stručnim časopisima, te niza feljtona u novinama, autorova glavna djela su "Historija SFRJ" (1978.) i "Hrvatska moderna povijest" (1999.). 

## Javne dužnosti i priznanja
Bio je član Upravnog odbora Hrvatske matice iseljenika, član Komisije Predsjedništva SR Hrvatske za pomilovanja i član Predsjedništva SR Hrvatske. Odlikovan je Redom Danice hrvatske s likom Ruđera Boškovića za osobite zasluge u znanosti, dobitnik je i godišnje Državne nagrade za znanost, koju je primio za istaknuto znanstveno djelo »Hrvatska moderna povijest« (Zagreb, 1999), bio je i članom Državnoga povjerenstva za povijesne i ratne žrtve.
Godine 2009. odlikovan je Redom hrvatskog pletera za osobit doprinos razvitku i ugledu Republike Hrvatske i dobrobiti njezinih građana.

## Nepotpun popis djela
- "Historija Socijalističke Federativne Republike Jugoslavije" 1 1978., 2 1979., 3 1985.
- "Teorija i praksa delegatskog sistema" 1979.
- "Jugoslavija poslije Tita" 1985.
- "Hrvatska između rata i samostalnosti" 1991.
- "Hrvatska moderna povijest" 1999.
- "Rat u Hrvatskoj i Bosni i Hercegovini" 1999.
- "Propast Jugoslavije i stvaranje moderne Hrvatske" 2001.
- "Povijest izbliza" 2006.

## Vanjska poveznica
- Akademik Dušan Bilandžić